# Одар Георг Олександрович
Георг Олександрович Одар (3 жовтня 1915, місто Нарва, тепер Естонія — 7 вересня 1982, тепер Естонія) — радянський естонський діяч, шахтар, прохідник шахти «Кукрезе» Естонської РСР. Депутат Верховної Ради СРСР 3-го скликання.

## Життєпис
Народився в родині робітника-текстильника. У 1918 році за участь у революційному русі і допомогу Червоній армії був заарештований батько Георга Одара Олександр, який помер через два роки у центральній в'язниці Таллінна.
Георг Одар закінчив початкову школу, потім наймитував і працював на лісорозробках.
З 1930 року — коногін, з 1932 року — прохідник дослідного кар'єру, прохідник шахти «Кукрезе».
У 1937—1939 роках служив в естонській національній армії. Після демобілізації повернувся на шахту «Кукрезе».
З 1941 по 1945 рік служив у Естонському стрілецькому корпусі Червоної армії, брав участь у боях під Великими Луками та Нарвою.
З 1945 року — прохідник шахти «Кукрезе» Естонської РСР, брав участь у стахановському русі. Обирався засідателем народного суду. Весною 1949 року став кандидатом у члени ВКП(б).
Подальша доля невідома. Помер 7 вересня 1982 року.

## Нагороди
- орден Леніна
- медалі
- Почесна грамота Президії Верховної ради Естонської РСР (1947)
- Почесна грамота Міністерства вугільної промисловості СРСР (1947)